# Le Petit Soldat de plomb
Le Petit Soldat de plomb est une nouvelle d'Anatole France, publiée en 1892 dans L’Étui de nacre.

## Historique
Après les éditions de 1890 et 1892, Anatole France modifie la structure de son conte, la seconde partie devenant une nouvelle intitulée La Perquisition remplacée par le récit de la bataille de Fontenoy.

## Résumé
Dans sa vitrine, le petit soldat de plomb s'agite, il veut rejoindre la grande revue du 31 décembre.

## Consulter le texte
- Le Petit Soldat de plomb, version de 1890 et 1892, https://fr.wikisource.org/wiki/Le_Petit_Soldat_de_plomb